# Dasymys longipilosus
Dasymys longipilosus és una espècie de mamífer rosegador de la família dels múrids. És endèmic del mont Camerun (Camerun). Fins al 2004 se'l considerava una subespècie de D. incomtus i, de fet, alguns models taxonòmics encara l'hi inclouen. Es tracta d'una espècie petita que presenta grans diferències morfomètriques respecte als seus congèneres de Dasymys. El seu nom específic, longipilosus, significa ‘pèl-llarg’ en llatí.